# 包儒略
朱尔·布吕吉埃（法語：Jules Bruguière, C.M.，1851年8月12日—1906年10月19日），汉名包儒略，法国遣使会士，天主教直隶西南宗座代牧区宗座代牧。
1851年8月12日，包儒略出生于法国西南部阿韦龙省米约区的楠村（Nant），属于天主教罗德兹教区。1872年12月16日在巴黎加入遣使会，1874年12月17日发愿，1877年5月26日晋升神父，同年10月5日（26岁）到达中国上海。
包儒略到中国后，先在直隶省正定传教。1890年6月6日，前任直隶西南代牧区宗座代牧郁世良调任直隶北境代牧区。1891年7月28日，包儒略被教廷任命为直隶西南代牧区宗座代牧。同年12月13日在正定主教座堂由北京主教都士良祝圣。1906年10月19日，包儒略在上海逝世，年55岁，葬于柏棠小修院的小堂中。继任者是順其衡主教（1907年－1917年）。